# Zählkommission
Eine Zählkommission ist eine Gruppe von Personen, die das Ergebnis einer geheimen Abstimmung für den Wahlleiter auszählen, der dann das Wahlergebnis feststellt. Dadurch wird die Stimmenauszählung vereinfacht und beschleunigt, während die Versammlung andere Aufgaben erfüllen kann.
Die Zählkommission stellt die Zahl der gültigen und ungültigen Stimmen und der Enthaltungen fest, außerdem die Zahl der von den gültigen Stimmen auf die jeweiligen zur Wahl stehenden Alternativen entfallenen Stimmen. Der Vorsitzende der Zählkommission schreibt das Ergebnis auf und meldet es dem Wahlleiter oder dem Sitzungs-Präsidium, das das Wahlergebnis verkündet.
Eine gesetzliche Grundlage gibt es nicht, sondern Zählkommissionen werden aufgrund Gewohnheitsrecht oder durch Satzungen in Vereinen oder aller Parteien im Rahmen von Wahlen gebildet. Diese ist daher von einem Wahlausschuss zu unterscheiden.
Zumeist werden auf Vorschlag des Sitzungs-Präsidiums bzw. anderer vorschlagsberechtigter Personen mehrere Mitglieder der jeweiligen Organisation in die Zählkommission gewählt, wobei darauf geachtet wird, dass Repräsentanten aller Teilgruppen (die Opposition; etwaige Parteiflügel oder auch Landes- bzw. Ortsverbände/-gruppen, Geschlechter etc.) der Versammlung vertreten sind. Dies geschieht, um Manipulationen der Abstimmungsergebnisse durch die Zählkommission auszuschließen.